# Стари Брод (Рогатица)
Стари Брод је насељено мјесто у општини Рогатица, Република Српска, БиХ. Према попису становништва из 2013. у насељу је живјело само 17 становника.

## Назив
Назив је некада значио стари пријелаз преко ријеке (прећи-пребродити), као и у случају мјеста Бродарево, Дањски Брод, Славонски Брод и сл. Придјев стари је село добило, вјероватно након изградње моста у Вишеграду.

## Географија
Дрина протиче поред овог села.

## Историја
У прољеће 1942. године се десио покољ у Старом Броду и Милошевићима.
Српско становништво је пред најездом усташких снага под вођством Јуре Францетића тражило спас у преласку моста у Вишеграду, али их италијанске снаге које су тада владале мостом нису пустиле да пређу на десну обалу Дрине одакле би прешли у Србију. Једини излаз за становништво била је скела 14 км низводно од Вишеграда у месту Стари Брод у коју се запутило око 8000 Срба, мајке са ђецом и старима. Францетићеве усташе, њих око 10000, кренуло је из Сарајева у пролеће 1942. са намером да простор од Сарајева до Србије очисти од Срба. Срби су клани, паљени живи и етнички истребљивани. До збега Срба у Старом броду стигли су на младенце 22. марта 1942. и ту на левој обали Дрине побили 6000 мајки и ђеце. Убијања су пратила силовања жена и убијање трудница. Злочин у Старом Броду и данас је недовољно познат иако је Спомен-комплекс Стари Брод допринео култури сећања.

## Становништво
| Националност       | 2013. | 1991. | 1981. | 1971. | 1961. |
| Срби               | 17    | 48    | 80    | 114   | 156   |
| остали и непознато |       |       |       |       |       |
| Укупно             | 17    | 48    | 80    | 114   | 156   |

| Демографија | Демографија | Демографија |
| Година      | Становника  | Становника  |
| ----------- | ----------- | ----------- |
| 1961.       | 156         |             |
| 1971.       | 114         |             |
| 1981.       | 80          |             |
| 1991.       | 48          |             |